# Krokočín
Krokočín (ve starších písemných dokladech in Crococzin, in Krokoczyn, na Krokoczine) je obec v okrese Třebíč v Kraji Vysočina. Leží asi 4 km jižně od Velké Bíteše. Žije zde 210 obyvatel.
Na jih kousek od obce se tyčí Krokočínská hůrka (498 m n. m.).
Sousedními obcemi sídla jsou Stanoviště, Velká Bíteš, Újezd u Rosic a Hluboké.

## Název
Místní jméno bylo odvozeno od osobního jména Krokočě (ve starší podobě Krokoča), které se zakládá na slovesu krokati - "krákat". Význam místního jména byl "Krokočův majetek".

## Geografie
Krokočínem prochází silnice vedoucí východně od silnice II/399, která tvoří západní hranici území obce, jižně z Krokočína vede užitková silnice do Hlubokého a západně pak užitková silnice do Stanoviště. Ze západu na východ a dále na jih vede přes vesnici cyklostezka 5184, přes území Krokočína vede Naučná stezka Jinošovské studánky. 
Západní část území je zalesněná, zalesněná část je ještě jižní výspa území kolem Krokočínské hůrky. Zbytek území obce je využíván zemědělsky, území je ohraničen mnohými lesy. 
Na západním okraji Krokočína pramení nepojmenovaný potok, který protéká přes tři rybníky a následně se na východním okraji zastavěné části obce vlévá do Chvojnice. Chvojnice teče severojižním směrem přes soustavu rybníků Pastvisko, rybníky Vodní tůň a Malá vodní nádrž a teče jižním směrem, kde tvoří část jižní hranice území obce. Část východní hranice území obce tvoří Dolní potok, který se pak na okraji území obce vlévá do Chvojnice. Ze severozápadního okraje obce teče Ludvíkovský potok, který hned na okraji území protéká přes rybníky Ramaška, Václav, Habr a Spodní rybník, následně se u vesnice vlévá do Chvojnice. U vesnice se taky nachází rybník Horní louky. Na jižním okraji území obce se nachází Panská studánka.
V jižní výspě území obce se nachází Krokočínská hůrka (498 m), zbytek území obce je mírně kopcovitý.
Krokočín se nachází uprostřed území obce, východně za Chvojnicí se nachází samostatně stojící statek a severně od území obce samota nedaleko rybníka Habr.

## Historie
První písemná zmínka o obci pochází z roku 1350 (in Crococzin). Je zmiňována jako statek na Horkách, zřejmě však je obec ještě starší. V roce 1359 byl majitelem obce Raška. V roce 1437 získali Kramolín pánové z Náměště nad Oslavou, ale až do roku 1492 byla ves zastavena cisterciánům z kláštera Panny Marie ve Žďáru nad Sázavou. Klášter však byl v husitských válkách vypálen a obec pak připadla pánům z Náměště a stala se tak součástí náměšťského panství. V roce 1492 se majitelem obce stal Jan z Kladné, ten obec vyměnil s klášterem za Olešinky u Bystřice nad Pernštejnem. Obec se tak stala oficiálně majetkem náměšťského panství, v majetku panství pak byla až do roku 1848. V roce 1894 byla ve vsi postavena školní budova, roku 1929 pak byl ve vsi založen sbor hasičů. Po druhé světové válce bylo roku 1957 založeno v obci JZD, to se pak v roce 1972 stalo společně s JZD v Jinošově součástí JZD Hluboké. V roce 2000 získala obec znak a prapor.
Do roku 1849 patřil Krokočín do náměšťského panství, od roku 1850 patřil do okresu Moravský Krumlov, pak od roku 1868 do okresu Třebíč, pak od roku 1892 do okresu Velké Meziříčí, následně do okresu Velká Bíteš a od roku 1960 do okresu Třebíč. Mezi lety 1850 a 1867 patřil Krokočín pod Hluboké a mezi lety 1980 a 1990 byla obec začleněna pod Jinošov, následně se obec osamostatnila.

## Obyvatelstvo
| Rok            | 1869 | 1880 | 1890 | 1900 | 1910 | 1921 | 1930 | 1950 | 1961 | 1970 | 1980 | 1991 | 2001 | 2011 | 2021 |
| -------------- | ---- | ---- | ---- | ---- | ---- | ---- | ---- | ---- | ---- | ---- | ---- | ---- | ---- | ---- | ---- |
| Počet obyvatel | 264  | 276  | 273  | 321  | 299  | 284  | 311  | 254  | 271  | 265  | 229  | 202  | 217  | 191  | 219  |
| Počet domů     | 28   | 29   | 32   | 39   | 48   | 46   | 50   | 73   | 69   | 70   | 72   | 79   | 81   | 81   | 89   |

## Obecní správa

### Obecní symboly
Znak a vlajka byly obci uděleny rozhodnutím předsedy Poslanecké sněmovny Parlamentu České republiky dne 14. ledna 2000.

## Politika
V letech 2006–2010 působil jako starosta Ludvík Rouš, od roku 2010 tuto funkci zastává Jan Strašák.

### Volby do Poslanecké sněmovny
|       | 2006                | 2010                | 2013               | 2017                | 2021                  |
| ----- | ------------------- | ------------------- | ------------------ | ------------------- | --------------------- |
| 1.    | ČSSD (33.84 %)      | KSČM (21.0 %)       | KSČM (28.08 %)     | ANO (21.15 %)       | ANO (27.9 %)          |
| 2.    | KSČM (29.23 %)      | TOP 09 (16.0 %)     | ANO 2011 (20.22 %) | KDU-ČSL (16.34 %)   | SPOLU (19.37 %)       |
| 3.    | ODS (20.76 %)       | ČSSD (15.0 %)       | KDU-ČSL (14.6 %)   | KSČM (14.42 %)      | Piráti+STAN (13.17 %) |
| účast | 79.75 % (130 z 163) | 62.89 % (100 z 159) | 56.69 % (89 z 157) | 61.18 % (104 z 170) | 75.88 % (129 z 170)   |

### Volby do krajského zastupitelstva
|      | 1.               | 2.                    | 3.                       | účast              |
| ---- | ---------------- | --------------------- | ------------------------ | ------------------ |
| 2000 | KSČM (37,34 %)   | 4KOALICE (24,09 %)    | SNK (16,86 %)            | 54,66 % (88 z 161) |
| 2004 | KSČM (37,83 %)   | KDU-ČSL (18,91 %)     | ODS (13,51 %)            | 46,01 % (75 z 163) |
| 2008 | KSČM (32,14 %)   | ODS (19,04 %)         | ČSSD (15,47 %)           | 53,5 % (84 z 157)  |
| 2012 | KSČM (33,84 %)   | KDU-ČSL (26,15 %)     | STO (16,92 %)            | 40,61 % (66 z 165) |
| 2016 | KDU-ČSL (30,5 %) | KSČM (16,94 %)        | ANO 2011 (15,25 %)       | 34,71 % (59 z 170) |
| 2020 | ANO (28,16 %)    | KDU-ČSL (16,9 %)      | Piráti (15,49 %)         | 41,86 % (72 z 172) |
| 2024 | ANO (50 %)       | STAN+SNK ED (16,66 %) | ODS+TOP 09+STO (11,11 %) | 35,19 % (57 z 162) |

### Prezidentské volby
V prvním kole prezidentských voleb v roce 2013 první místo obsadil Miloš Zeman (37 hlasů), druhé místo obsadil Jan Fischer (17 hlasů) a třetí místo obsadil Jiří Dienstbier (13 hlasů). Volební účast byla 59,51 %, tj. 97 ze 163 oprávněných voličů. V druhém kole prezidentských voleb v roce 2013 první místo obsadil Miloš Zeman (60 hlasů) a druhé místo obsadil Karel Schwarzenberg (47 hlasů). Volební účast byla 66,46 %, tj. 107 ze 161 oprávněných voličů.
V prvním kole prezidentských voleb v roce 2018 první místo obsadil Miloš Zeman (47 hlasů), druhé místo obsadil Jiří Drahoš (21 hlasů) a třetí místo obsadil Pavel Fischer (12 hlasů). Volební účast byla 62,96 %, tj. 102 ze 162 oprávněných voličů. V druhém kole prezidentských voleb v roce 2018 první místo obsadil Miloš Zeman (66 hlasů) a druhé místo obsadil Jiří Drahoš (49 hlasů). Volební účast byla 70,99 %, tj. 115 ze 162 oprávněných voličů.
V prvním kole prezidentských voleb v roce 2023 první místo obsadil Andrej Babiš (57 hlasů), druhé místo obsadila Danuše Nerudová (28 hlasů) a třetí místo obsadil Petr Pavel (24 hlasů). Volební účast byla 76,79 %, tj. 129 ze 168 oprávněných voličů. V druhém kole prezidentských voleb v roce 2023 první místo obsadil Andrej Babiš (73 hlasů) a druhé místo obsadil Petr Pavel (65 hlasů). Volební účast byla 81,18 %, tj. 138 ze 170 oprávněných voličů.

## Osobnosti
- Stanislav Černý (1901–1981), pedagog a malíř
- Matouš Krokočínský (–1632), tiskař
- Ludvík Marek (1891–1938), poslanec Národního shromáždění ČSR